# Sclerotinia muscorum
Sclerotinia muscorum är en svampart som beskrevs av A.L. Sm. & Ramsb. 1913. Sclerotinia muscorum ingår i släktet Sclerotinia och familjen Sclerotiniaceae.   Inga underarter finns listade i Catalogue of Life.